# أوسكار غوتورمسن
أوسكار غوتورمسن (بالنرويجية البوكمول: Oscar Guttormsen)‏ هو منافس ألعاب قوى نرويجي، ولد في 27 مارس 1884 في كريستيانية في النرويج، وتوفي بنفس المكان في 15 يناير 1964.

## وصلات خارجية
- أوسكار غوتورمسن على موقع أوليمبيديا (الإنجليزية)